# Братислава-Главная
Братислава-Главная (словац. Bratislava Hlavná) — железнодорожная станция Словацких железных дорог, расположенная в столице Словакии Братиславе на площади Ференца Листа.

## Описание
Возле станции располагается депо для поездов. Со станции поезда отправляются практически во все страны Европы.

## История
Первое здание вокзала было построено в 1848 году. Оно сохранилось, но сейчас служит как пункт Полиции Словакии на транспорте.
Современное здание было возведено в 1871 году при постройке нового участка в Штурово. Оно несколько раз перестраивалось и в 1989 году к нему была сделана пристройка, ставшая основной частью вокзала. В интерьер здания органично вписана монументальная фреска «Эпопея социализма», созданная Франтишеком Гайдошем в 1957—1960 гг., на которой, в частности, изображён «Спутник-1».
С 2000 года существуют планы по капитальной реконструкции станции, с перестройкой здания вокзала.

## Галерея

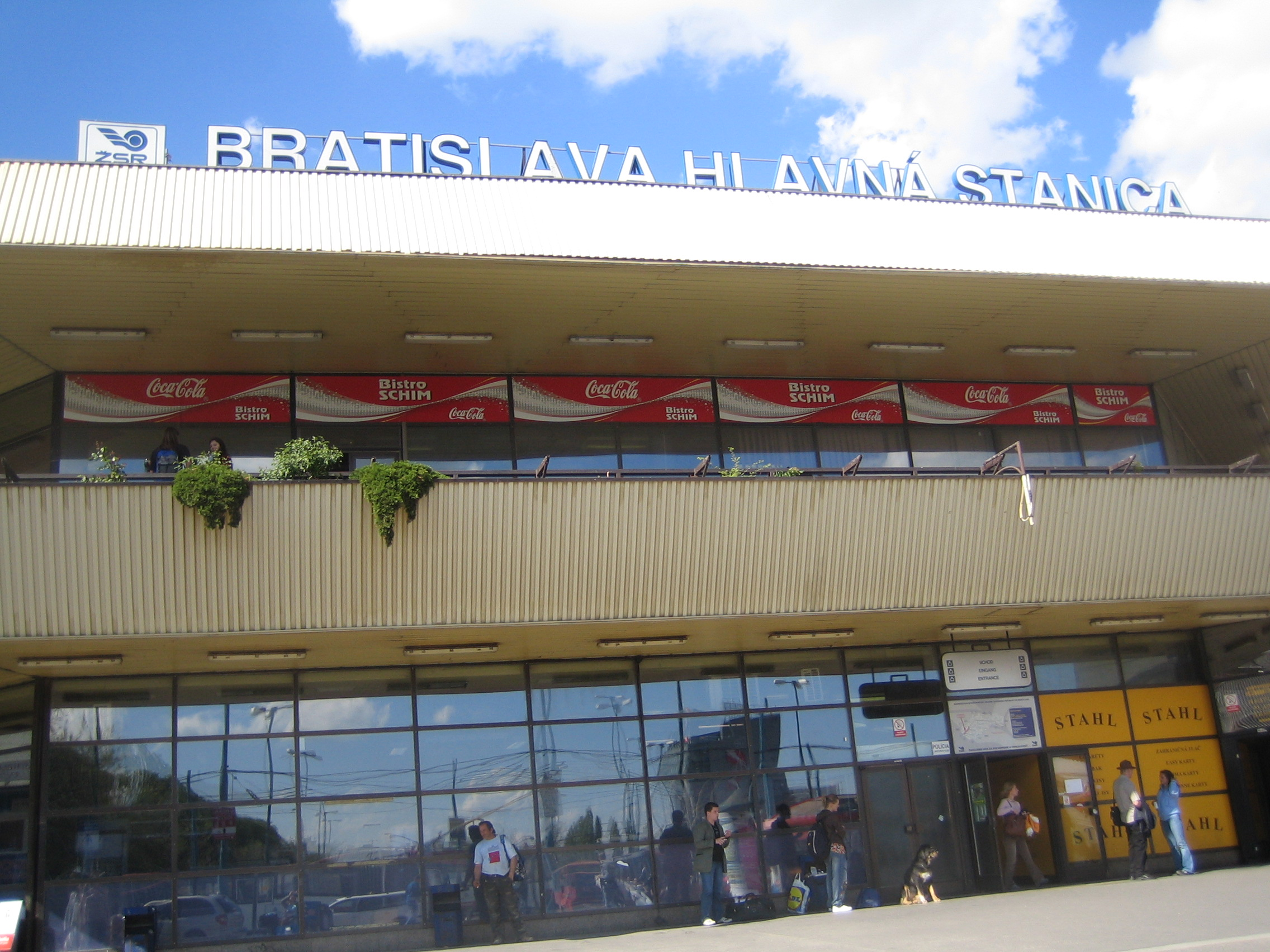
Главный вход.
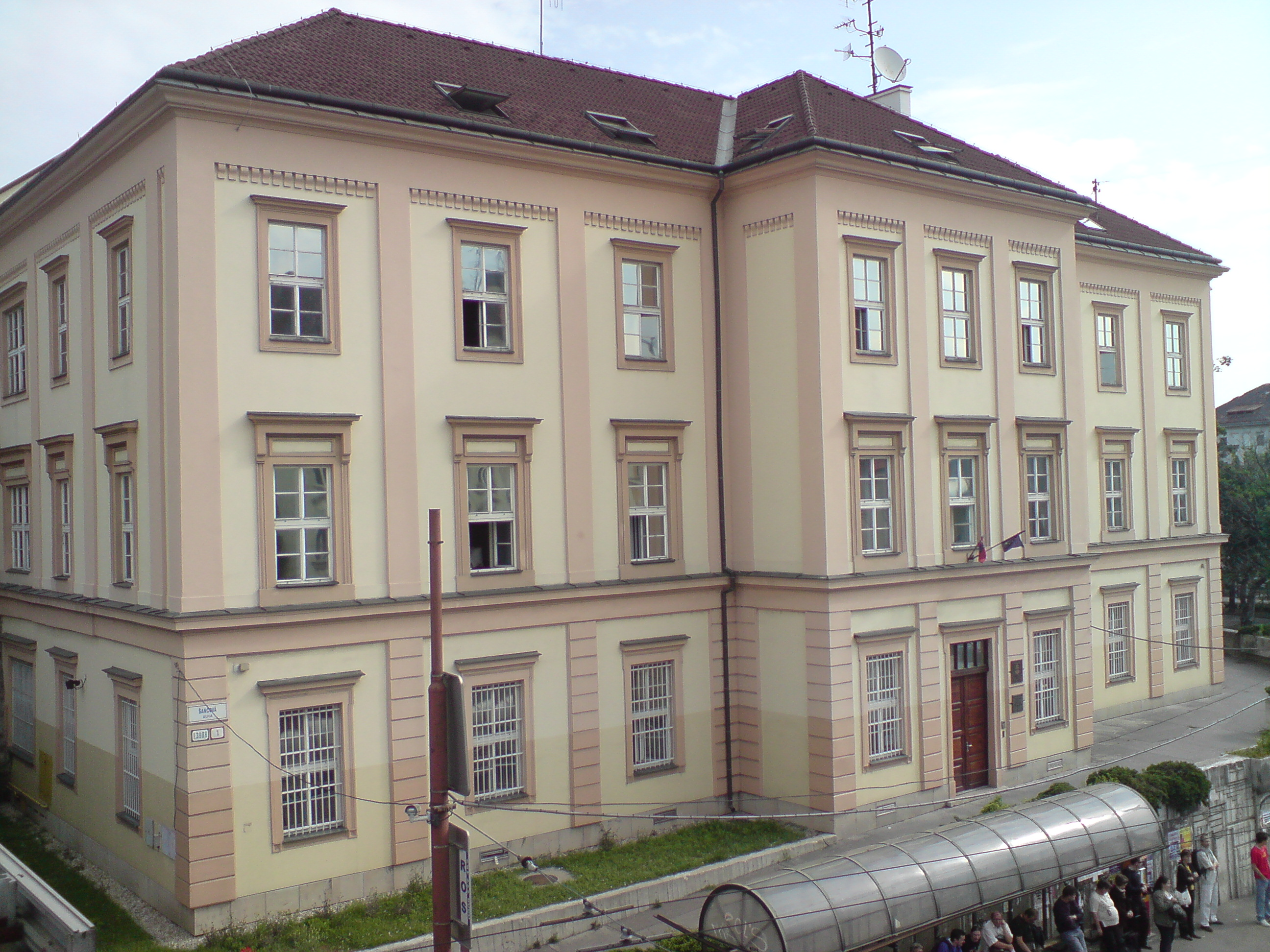
Старое здание, ныне используемое как отделение полиции на транспорте.
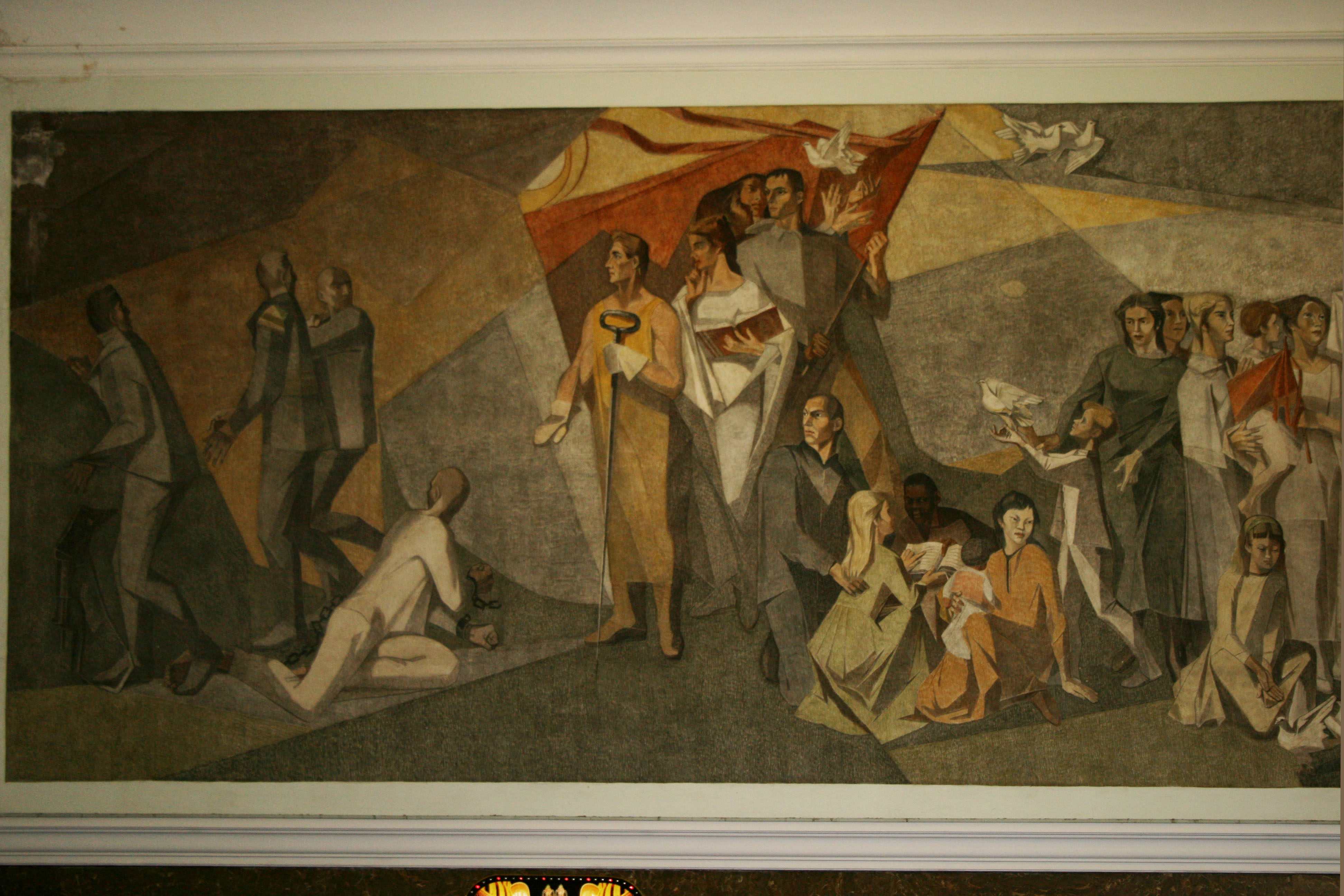
Фрагмент фрески «Эпопея социализма» Ф. Гайдоша в здании вокзала.
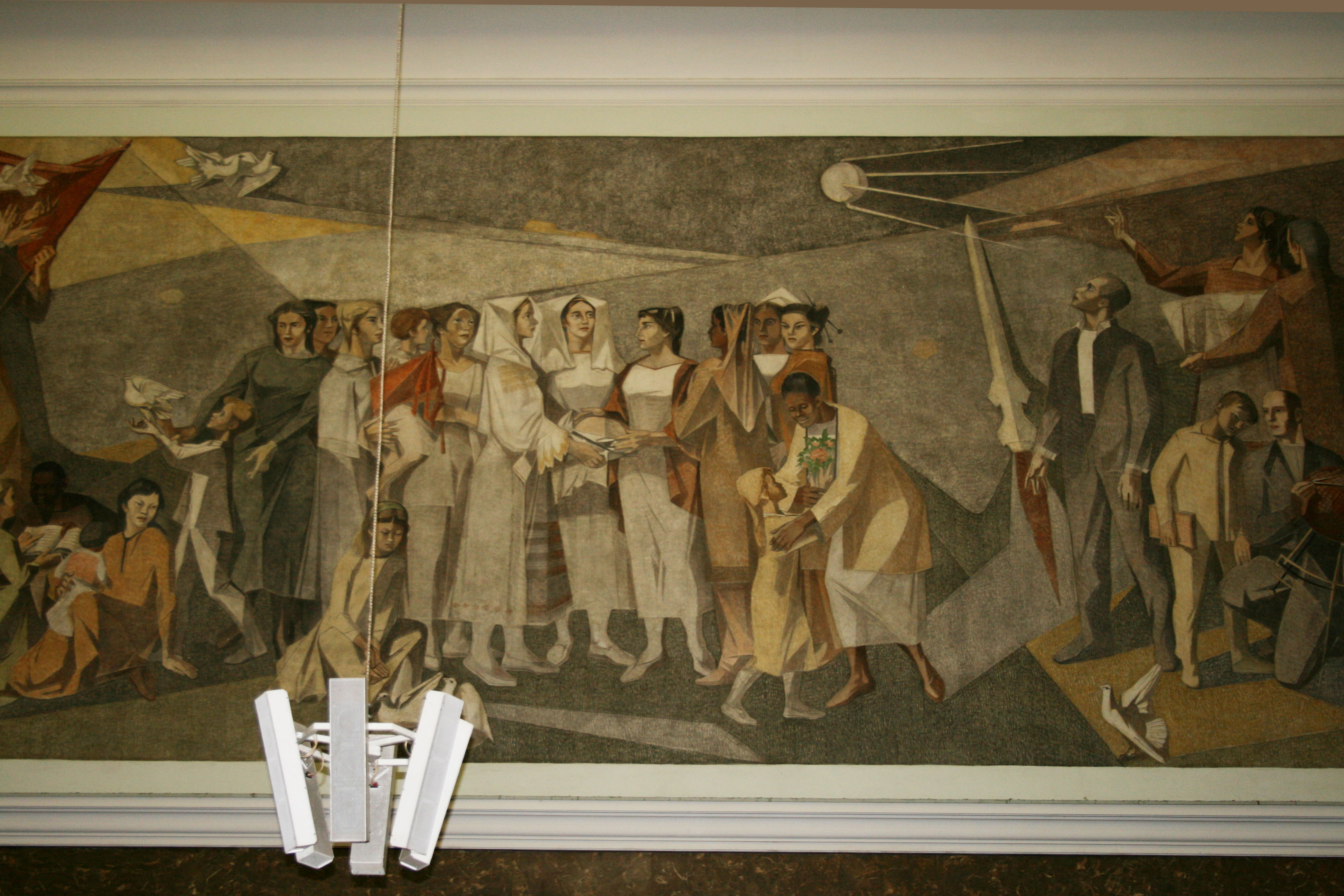
Фрагмент фрески «Эпопея социализма» Ф. Гайдоша в здании вокзала.
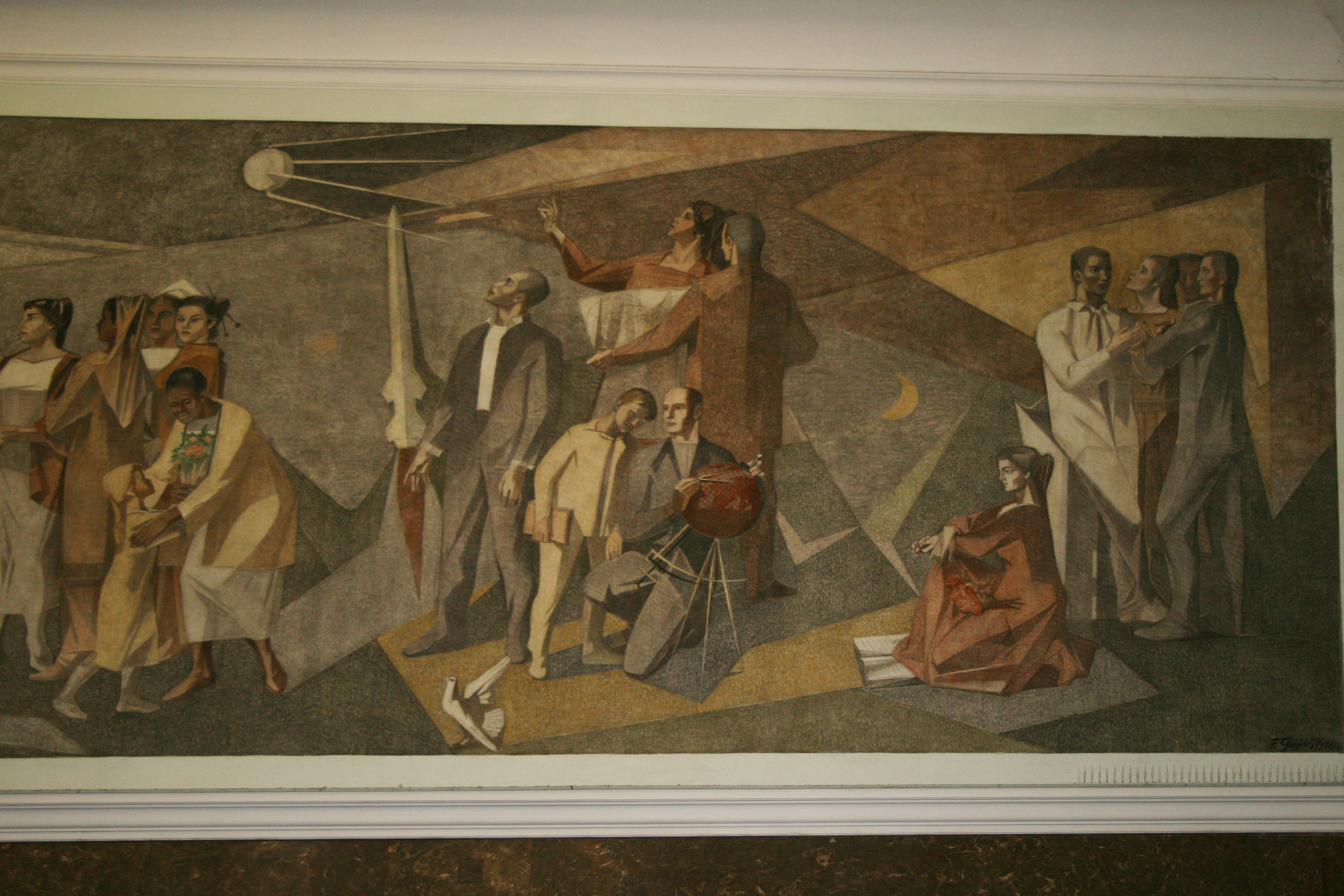
Фрагмент фрески «Эпопея социализма» Ф. Гайдоша в здании вокзала.
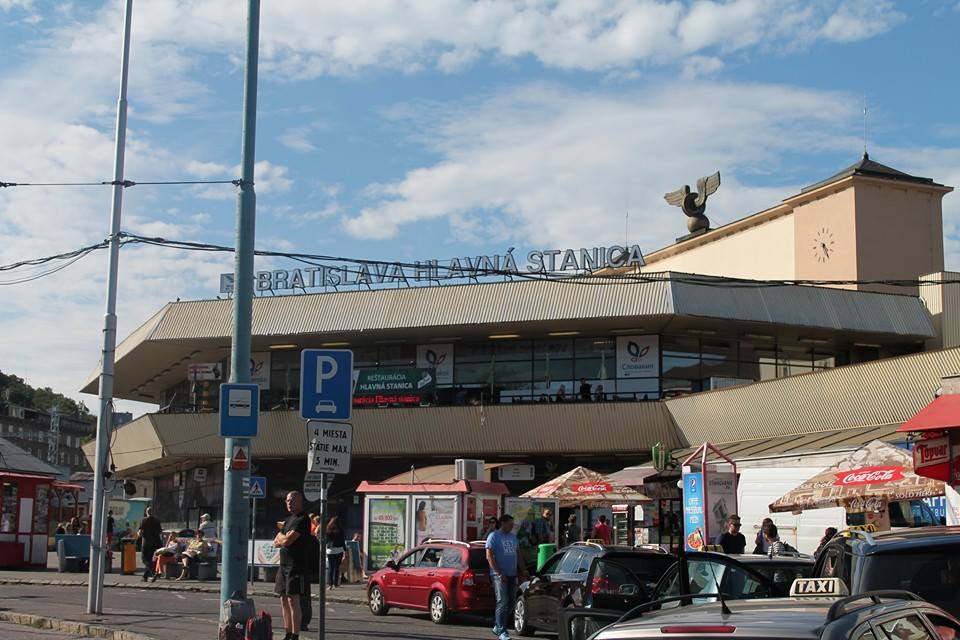
Станция в августе 2014 года.